# نيكلاس دورش
نيكلاس دورش (بالألمانية: Niklas Dorsch) (مواليد 5 يناير 1998) هو لاعب كرة قدم ألماني ، يلعب حاليًا لنادي بايرن ميونخ الألماني في مركز خط الوسط الدفاعي.

## مسيرته الكروية

### بداياته
بدأ لعب كرة القدم في سن مبكرة (تقريبًا في الثالثة أو الرابعة من عمره) في نادي بايرسدورف بمسقط رأسه. وبينما كان يرى أخوه في سن الشباب , كان عليه التحلي بالصبر حتى يسمح له بلعب المباراة وإظهار مهاراته.
ومنذ ذلك الحين تميز بصلابته في المباراة ، والتي يتميز بها اليوم في التدريب مع الخصوم الأكبر سنًّا وحجمًا منه. وفي سن الثامنة أعرب عن إعجابه بالتقديم في المدرسة الألمانية التشيكية لكرة القدم.

### نورنبيرغ
تم اختياره للعب مع مدرسته في البطولات الوطنية ، وكان مستكشفو نادي نورنبيرغ يتابعونه ، وانضم إلي فريق الناشئين في 2009 ، وبعد عام انتشر اسمه في صحف البايرن ، واستمر مع الفريق حتى عام 2012.

### بايرن ميونخ
انضم إلى أكاديمية الفريق في 1 يوليو 2012  ، ومنذ ذلك الحين لعب في الأكاديمية وتدرج في فرق المراحل العمرية للنادي (تحت 15 , تحت 16 ، تحت 17) ، ولعب مع المنتخب أيضًا في المراحل العمرية المختلفة.
وفي مايو 2015 أثناء مشاركته في مع منتخب ألمانيا تحت 17 في بطولة أوروبا تحت 17 سنة لكرة القدم 2015 خرج مصابًا في مباراة منتخب بلاده أمام المنتخب البلجيكي  ، ولكنه عاد بعد الإصابة بعد 42 يومًا (في 18 يونيو 2015).
وكان عودته في سبتمبر 2016 وشارك بعدها مع الفريق فئة تحت 19 في 26 سبتمبر 2016 أمام فريق إنغولشتات تحت 19  وشارك بمعدل (4 دقائق).
وتوقف فترة أخرى عن الملاعب من 18 مارس 2015 إلى 22 أبريل 2016  للإصابة والقيام بعملية ، ولم يشارك في 6 مباريات مع فريق الرديف للبايرن  ، وثلاثة مباريات للمنتخب في تصفيات بطولة أوروبا تحت 17 سنة لكرة القدم 2016  ، وحاز اللاعب على جائزة ثاني أفضل لاعب شاب في العام بالإضافة إلى ميدالية فريتز فالتر الفضية (تحت 17) لعام 2015.

## روابط خارجية
- نيكلاس دورش على موقع الاتحاد الأوربي (الإنجليزية)
- نيكلاس دورش على موقع إي إس بي إن إف سي (الإنجليزية)
- نيكلاس دورش على موقع قاعدة بيانات كرة القدم.إي يو (الإنجليزية)
- نيكلاس دورش على موقع Soccerbase.com (لاعب) (الإنجليزية)
- نيكلاس دورش على موقع Soccerway.com (الإنجليزية)
- نيكلاس دورش على موقع عالم كرة القدم.نت (الإنجليزية)
- نيكلاس دورش على موقع AS.com (الإسبانية)